# قائمة البعثات الدبلوماسية في لوكسمبورغ

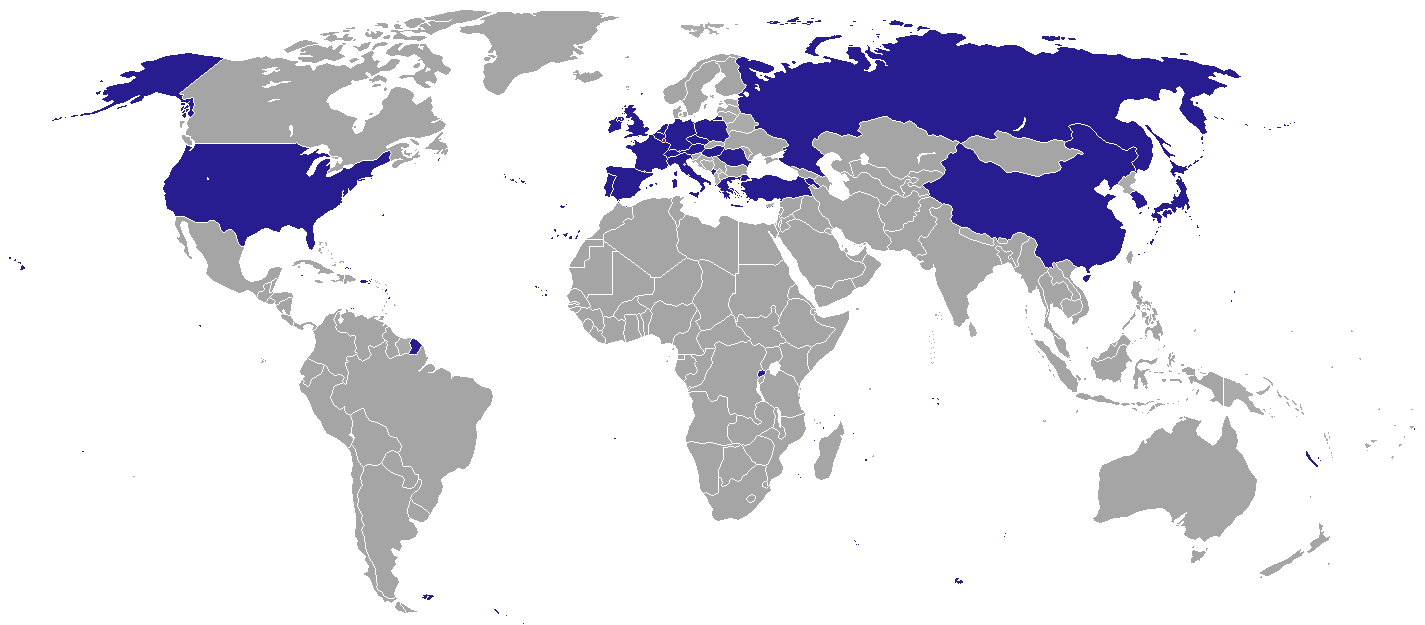
خريطة البعثات الدبلوماسية في لوكسمبورغ

يسرد هذا المقال البعثات الدبلوماسية المقيمة في لوكسمبورغ. في الوقت الحاضر، تستضيف عاصمة لوكسمبورغ (مدينة) 22 سفارة. العديد من الدول الأخرى لديها قناصل فخريون لتقديم خدمات الطوارئ لمواطنيها. لدى العديد من البلدان الأخرى سفارات غير مقيمة ومعتمدة من عواصم إقليمية أخرى، مثل بروكسل وباريس، للأغراض الدبلوماسية والقنصلية.

## السفارات في مدينة لوكسمبورج
- النمسا
- بلجيكا
- الرأس الأخضر
- الصين
- جمهورية التشيك
- فرنسا
- ألمانيا
- اليونان
- المجر[1]
- أيرلندا
- إيطاليا
- اليابان
- هولندا
- بولندا
- البرتغال
- رومانيا
- روسيا
- إسبانيا
- سويسرا
- تركيا
- المملكة المتحدة
- الولايات المتحدة

## السفارات المعتمدة
مقيمين في بروكسل ما لم يذكر خلاف ذلك.
- أفغانستان
- ألبانيا
- الجزائر
- أندورا
- أنغولا
- الأرجنتين
- أرمينيا
- أستراليا
- أذربيجان
- بنغلاديش
- باربادوس
- بيلاروس
- بنين
- البوسنة والهرسك
- بوليفيا
- بوتسوانا
- البرازيل
- بروناي
- بلغاريا
- بوركينا فاسو
- بوروندي
- كمبوديا
- الكاميرون (لاهاي)
- كندا
- جمهورية إفريقيا الوسطى
- تشاد
- تشيلي
- كولومبيا
- جزر القمر
- جمهورية الكونغو
- جمهورية الكونغو الديمقراطية
- كوستاريكا
- ساحل العاج
- كرواتيا
- كوبا
- قبرص (لاهاي)
- جيبوتي
- دومينيكا
- جمهورية الدومينيكان
- الإكوادور (برلين)
- مصر
- السلفادور
- غينيا الاستوائية
- إرتريا (لاهاي)
- إثيوبيا
- إستونيا
- فيجي
- ولايات ميكرونيسيا المتحدة (نيويورك)
- فنلندا[2]
- الغابون
- غامبيا
- جورجيا
- غانا
- غرينادا
- غواتيمالا
- غينيا
- غينيا بيساو
- هايتي
- الكرسي الرسولي
- هندوراس
- آيسلندا
- الهند
- إندونيسيا
- إيران
- العراق
- إسرائيل
- جامايكا
- الأردن
- كازاخستان
- كيريباتي (نيويورك)
- كينيا
- كوريا الشمالية (لندن)
- كوريا الجنوبية
- كوسوفو[a]
- الكويت
- قرغيزستان
- لاوس
- لاتفيا (لاهاي)
- لبنان
- ليسوتو
- ليبيريا
- ليبيا
- ليختنشتاين
- ليتوانيا
- مقدونيا
- مدغشقر
- مالاوي
- ماليزيا
- مالي
- مالطا
- موريتانيا
- موريشيوس
- جزر المالديف
- مولدوفا
- المغرب
- المكسيك
- موناكو
- منغوليا
- موزمبيق
- ميانمار
- ناميبيا
- نيبال
- نيوزيلندا
- نيكاراغوا (برلين)
- النيجر
- نيجيريا
- النرويج (لاهاي)
- عُمان (لاهاي)
- باكستان
- بنما
- بابوا غينيا الجديدة
- باراغواي
- بيرو
- الفلبين
- قطر
- رواندا
- ساو تومي وبرينسيب
- السنغال
- صربيا
- السعودية
- سيشل
- سيراليون
- سنغافورة
- سلوفاكيا
- سلوفينيا
- جنوب إفريقيا
- ساموا (لندن)
- جنوب السودان[3]
- جزر سليمان (لندن)
- سريلانكا
- السودان
- إسواتيني
- السويد (ستوكهولمز)
- سوريا
- تنزانيا
- تايلاند
- توغو
- تونغا (لندن)
- ترينيداد وتوباغو
- تونس
- توفالو (نيويورك)
- أوغندا
- الإمارات العربية المتحدة
- أوكرانيا
- الأوروغواي
- أوزبكستان
- فنزويلا
- فيتنام
- اليمن
- زامبيا
- زيمبابوي

## مكاتب تمثيلية غير مقيمة
مقيمن في بروكسل:
- جمهورية الصين
- فلسطين (قائمة البعثات الدبلوماسية الفلسطينية)

## السفارات السابقة
- الدنمارك
- فنلندا